# Wojtkowice Stare (gromada)
Wojtkowice Stare – dawna gromada, czyli najmniejsza jednostka podziału terytorialnego Polskiej Rzeczypospolitej Ludowej w latach 1954–1972.
Gromady, z gromadzkimi radami narodowymi (GRN) jako organami władzy najniższego stopnia na wsi, funkcjonowały od reformy reorganizującej administrację wiejską przeprowadzonej jesienią 1954 do momentu ich zniesienia z dniem 1 stycznia 1973, tym samym wypierając organizację gminną w latach 1954–1972.
Gromadę Wojtkowice Stare z siedzibą GRN w Wojtkowicach Starych utworzono – jako jedną z 8759 gromad – w powiecie siemiatyckim w woj. białostockim, na mocy uchwały nr 21/V WRN w Białymstoku z dnia 4 października 1954. W skład jednostki weszły obszary dotychczasowych gromad Wojtkowice Stare, Wojtkowice Dady, Wojtkowice Glinna i Kobyla oraz miejscowość Tworkowice z dotychczasowej gromady Tworkowice ze zniesionej gminy Kosiorki oraz obszar dotychczasowej gromady Leśniki ze zniesionej gminy Perlejewo w tymże powiecie. Dla gromady ustalono 14 członków gromadzkiej rady narodowej.
31 grudnia 1959 gromadę Wojtkowice Stare zniesiono, włączając jej obszar do gromad Kosiorki (wsie Wojtkowice Stare, Wojtkowice-Dady, Wojtkowice-Glinna i Tworkowice oraz kolonię Tworkowice) i Perlejewo (wsie Kobyla i Leśniki oraz kolonię Głody).